# NK Istra 1961
Az NK Istra 1961 egy horvát labdarúgócsapat Póla városában. Jelenleg a horvát labdarúgó-bajnokság első osztályában szerepel. Hazai mérkőzéseit a 10000 fő befogadására alkalmas Aldo Drosina Stadionban játssza.

## Történelem
Az NK Uljanik nevezetű labdarúgó csapatot 1948-ban alapították, amely 1961-ben egyesült az NK Pula-val és megalakult az NK Istra, így alapvetően ez az év tekinthető a klub alapításának. Az eddigi legsikeresebb szezonja kétségkívül a 2002/03-as volt. Ekkor a Hajduk Split ellen vereséget szenvedtek a horvát kupa döntőjében és második helyen végeztek. Összesítésben 4–1 arányban maradtak alul. A 2004/05-ös bajnokságban tiszteletből átkeresztelték a klub nevét NK Pula 1856 névre, mert 1856 volt az az év, amikor az Osztrák–Magyar Monarchia, Póla kikötőjébe telepítette a tengeri haderejét és az Uljanik nevezetű hajógyár is ekkor nyílt meg. Ugyanebben az évben szerepelt legelőször a Prva HNL-ben. 2005-ben ismét új nevet kapott. A csapat szponzora jóvoltából az új név NK Pula Staro Češko lett (Staro Češko egy sör márka). Szintén egy évvel később újból megváltozott az elnevezés és ekkor kapta az NK Pula nevet. 2007 nyarán immáron ötödik alkalommal változott a klub neve (NK Istra 1961). Minderre azért volt szükség, mert a csapat szurkolói csoportjától (Demons) érkezett egy ultimátum, mely szerint csak abban az esetben fognak továbbra is szurkolni, ha megváltoztatják a klub nevét illetve színeit és a tradicionális színeket (zöld és sárga) fogják használni.

## Sikerek
- Horvát másodosztály: 
  - 1. hely (2): (2003-04, 2008-09)
- Horvát harmadosztály: 
  - 1. hely (1): (2000-01)
- Horvát kupa: 
  - 2. hely (1): (2002-03)

## Jelenlegi keret

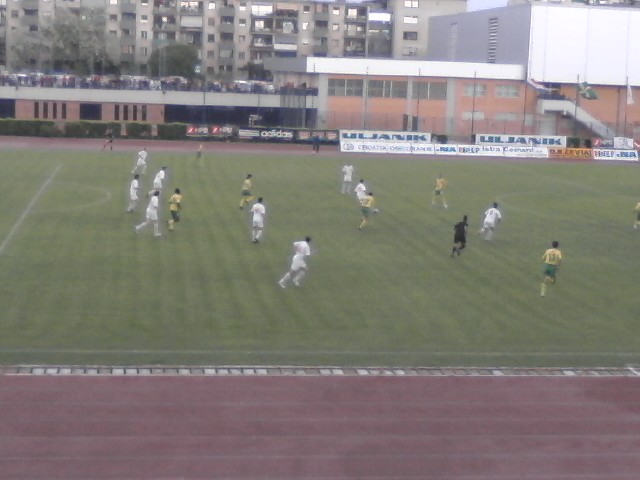
Az Istra 1961 csapata mérkőzés közben.

2019. január 25. szerint.
| #  |     | Poszt | Név                                             |
| -- | --- | ----- | ----------------------------------------------- |
| 1  | ESP | K     | Ioritz Landeta (kölcsönben a Alavés csapatától) |
| 2  | ARG | V     | Tomás Oneto (kölcsönben a Talleres csapatától)  |
| 3  | CRO | V     | Petar Rubić                                     |
| 4  | ESP | V     | Julio Rodríguez                                 |
| 5  | CRO | V     | Tomislav Čuljak                                 |
| 6  | CRO | V     | Petar Bosančić                                  |
| 7  | ESP | CS    | Dani Iglesias (kölcsönben a Alavés csapatától)  |
| 8  | FRA | KP    | Michel Espinosa                                 |
| 9  | ESP | CS    | Adrián Fuentes (kölcsönben a Alavés csapatától) |
| 10 | LIT | CS    | Karolis Laukzemis                               |
| 11 | CMR | KP    | Dani Ndi                                        |
| 12 | CRO | K     | Josip Čondrić                                   |
| 13 | ARG | CS    | Ramón Mierez                                    |
| 14 | ALB | KP    | Eraldo Çinari (kölcsönben a Alavés csapatától)  |
| 15 | CRO | V     | Martin Franić                                   |
| 16 | MKD | V     | Agron Rufati                                    |

| #  |     | Poszt | Név                 |
| -- | --- | ----- | ------------------- |
| 17 | SEN | KP    | Arona Sané          |
| 18 | CRO | CS    | Robert Perić-Komšić |
| 20 | CRO | KP    | Antonio Ivančić     |
| 21 | CRO | K     | Lovro Majkić        |
| 22 | CRO | V     | Marin Grujević      |
| 26 | GHA | KP    | Obeng Regan         |
| 27 | CRO | CS    | Vice Miljanić       |
| 29 | ECU | KP    | Jonathan Caicedo    |
| 30 | CRO | V     | Hisa Ramadani       |
| 31 | CRO | KP    | Toni Burić          |
| 32 | SPA | V     | Einar Galilea       |
| -- | AUT | V     | Markus Pavic        |
| -- | MNE | KP    | Stefan Lončar       |
| -- | SPA | KP    | Madger Gomes        |
| -- | CRO | KP    | Loren Maružin       |
| -- | BRA | CS    | Bruno Sávio         |

## Ismertebb játékosok
- Stiven Rivić
- Asim Šehić
- Marjan Marković
- Nikola Kalinić
- Manuel Pamić
- Mohamed Kalilou Traoré